# Harald Friis
Pour les articles homonymes, voir Friis.
Harald Trap Friis ou Harald T. Friis (Naestved, Danemark, 27 août 1893 - Palo Alto, États-Unis, 28 juin 1976) est un physicien danois spécialisé en électromagnétisme. On lui doit l'équation de Friis et la formule de Friis qui sont couramment utilisées par les ingénieurs spécialisés en radio-électricité.

## Biographie
Harald T. Friis est né le 27 août 1893 à Naestved au Danemark. Il est étudiant à l'Université technique du Danemark à Copenhague (université rendue célèbre par son fondateur Hans Christian Ørsted, le découvreur de l'électromagnétisme), et reçoit un diplôme en génie électrique en 1916. Après une mission à la Manufacture Royale d'Armes, il reçoit en 1919 une bourse universitaire de l'université Columbia à New York aux États-Unis pour poursuivre des études en radio-électricité, sous la tutelle de John H. Morecroft. En 1920, Friis rejoint les laboratoires de recherche de la compagnie américaine Western Electric qui deviendra plus tard les Bell Laboratories. Il travaille durant toute sa carrière aux Bell Laboratories. Il décède le 28 juin 1976, à l'âge de 83 ans, à Palo Alto, dans l'État américain de Californie.

## Œuvres
- Seventy Five Years in an Exciting World, H.T. Friis, 1971
- Antennas: Theory and Practice, 1952
- Proc. IRE, vol. 34, p. 254 (équation de Friis), 1946
- A New Directional Receiving System, 1925
- High Frequency Amplifiers, 1924